# Historia de Etiopía

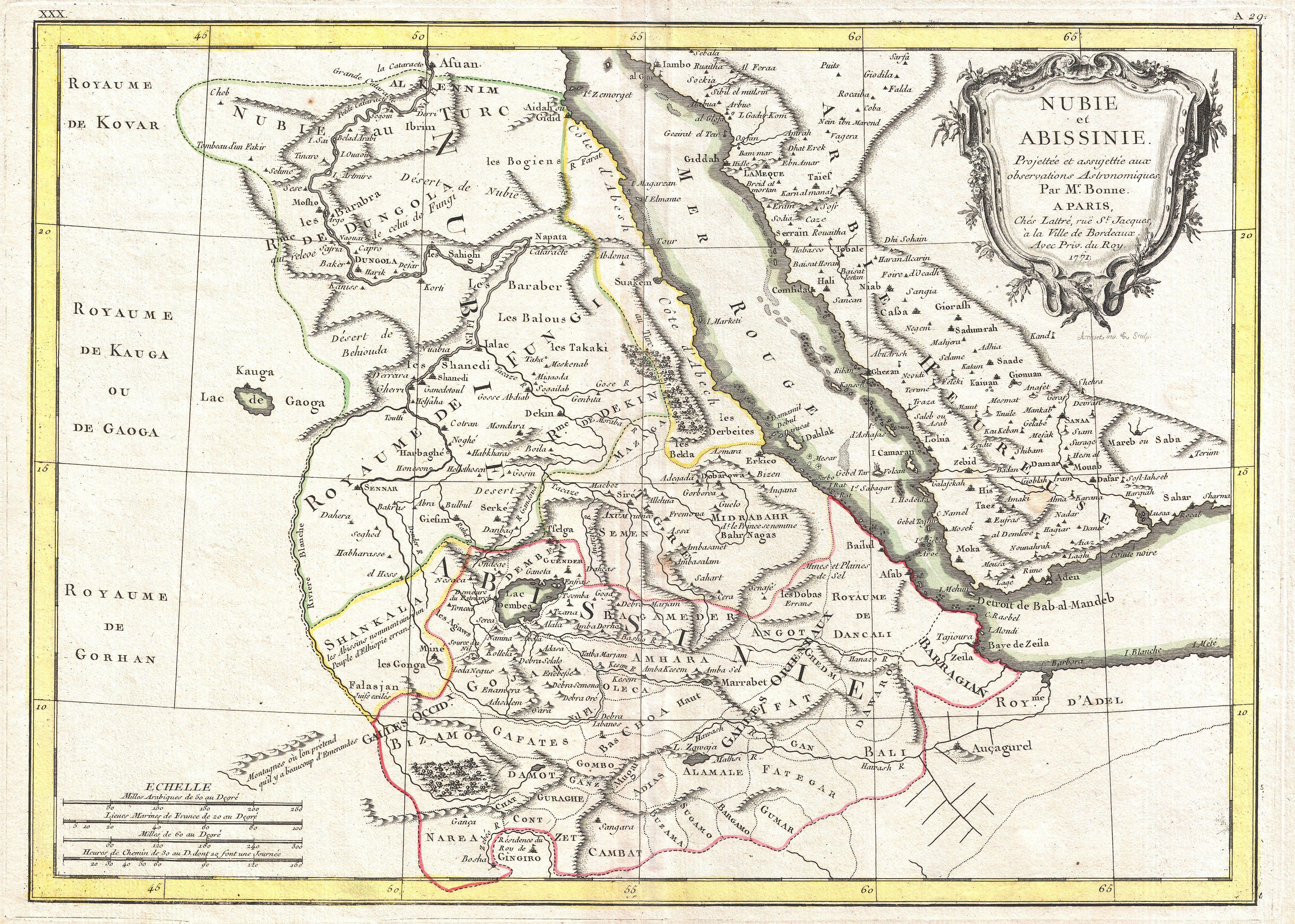
Mapa de Etiopía (llamada entonces Abisinia) en 1771

En la historia de Etiopía se han entrecruzado influencias de África del Norte, Oriente Medio y el África subsahariana. Etiopía es el estado independiente más antiguo de África, y uno de los más antiguos del mundo. Hay quien afirma que junto con Liberia, es el único de los estados africanos que nunca ha formado parte de un imperio colonial, sin embargo, hay constancia de que formó parte del Imperio colonial italiano.

## Orígenes

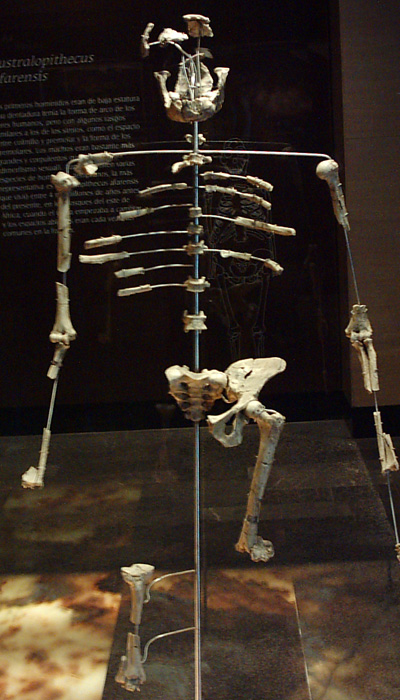
Lucy, Australopithecus afarensis

La ocupación humana en Etiopía es más antigua que en casi cualquier otra zona del globo, y es posible que la aparición del moderno Homo sapiens haya tenido lugar en territorio etíope. Tres cráneos de Homo sapiens idaltu, que datan de hace 158 000 años, fueron descubiertos en Herto Bouri, en el año 1997 por el equipo de paleoantropólogos dirigido por Tim White.
Existe cierta ambigüedad entre el uso del término Etiopía en la Antigüedad y el actual. Los antiguos griegos utilizaban la palabra Aithiopia (Αἰθιοπία), que significa «el país de los rostros quemados» (de αἴθω aithô «quemar» y ὤψ ôps, «rostro») para referirse a un área muy extensa, que abarcaba Nubia, Sudán, la actual Etiopía y parte del desierto de Libia. En un sentido amplio, podía referirse a cualquier lugar de África situado al sur de Egipto. En este sentido es utilizado el término en numerosos textos, incluyendo la Ilíada (I, 423).
Los primeros datos concernientes a la actual Etiopía proceden de mercaderes egipcios que la visitaron desde el año 3000 a. C., quienes dan a esta tierra, al sur de Nubia y de Kush, los nombres de Punt y Yam. Eran la "tierra de los dioses", donde los egipcios se proveían de perfumes tales como incienso y mirra, así como de ébano, marfil y esclavos. La expedición de la que existen más datos es la organizada por la reina Hatshepsut, en el siglo XV a. C., para obtener mirra. Sin embargo, los datos son confusos, y no permiten determinar la verdadera localización de estos países ni las características de sus habitantes.
El Reino de Saba, mencionado en el Antiguo Testamento, es en ocasiones identificado como Etiopía, pero es más frecuente la opinión de que estaba situado en Yemen, como afirma la tradición árabe. Según otras teorías, sería un estado a caballo entre ambos territorios. Según la  historia contada en el libro sagrado Kebra Nagast, Menelik I, hijo del rey Salomón y de la reina de Saba fue el fundador del Imperio Etíope.

## Antigüedad y Edad Media

### El reino de Aksum

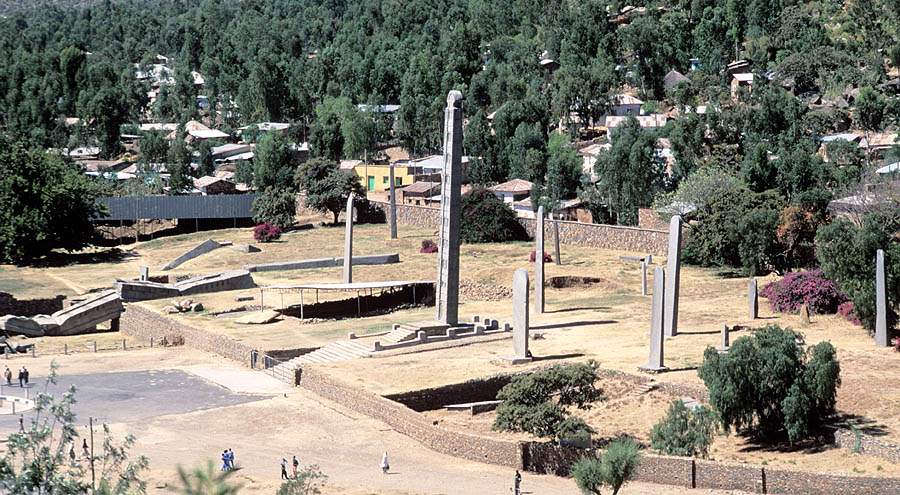
Obelisco en Aksum.

El primer estado conocido que puede ubicarse con certeza en la actual Etiopía es el reino de Aksum, que toma su nombre de la ciudad de Aksum, en la Etiopía actual. Su origen, según se cree, se encuentra en la llegada alrededor del año 400 a. C. de colonos provenientes del sudoeste de Arabia. Desde el siglo III d. C., el reino de Aksum se convirtió en la principal potencia de la región, como lo atestigua el hecho de que el profeta persa Manes lo cite como uno de los grandes imperios de la época, junto con Roma, China y Persia. Se sabe que Aksum comerció con la India y el Imperio bizantino a través del puerto de Adulis, en el mar Rojo. 
El cristianismo fue introducido en el país por el monje sirio Frumencio, quien posteriormente fue consagrado obispo de Etiopía por San Atanasio, patriarca de Alejandría. Frumencio logró la conversión del rey Ezana, del que se conservan varias inscripciones, anteriores y posteriores a su conversión al cristianismo. La Iglesia etíope, por tanto, procede de la Iglesia copta de Alejandría; como ella, permaneció fiel al credo monofisita, condenado en el Concilio de Calcedonia (451). La conversión de los etíopes debió de ser un proceso lento. De la época de Ezana data también la difusión de la escritura ge'ez. El idioma ge'ez terminó sustituyendo al griego en la liturgia; todavía hoy es la lengua litúrgica de la Iglesia etíope.
El final del reino de Aksum es tan misterioso como su comienzo. Parece ser que, a partir del siglo VIII, el avance del islam fue dificultando cada vez más su comercio por el mar Rojo, obligando a los etíopes a replegarse hacia el sur. En el interior el reino subsistió, en franca decadencia, tres siglos más. 
Quedan algunos restos arqueológicos del reino de Aksum, como los obeliscos de Aksum o de Matara, que son sin duda monumentos funerarios de los principales reyes.

### La dinastía Zagüe

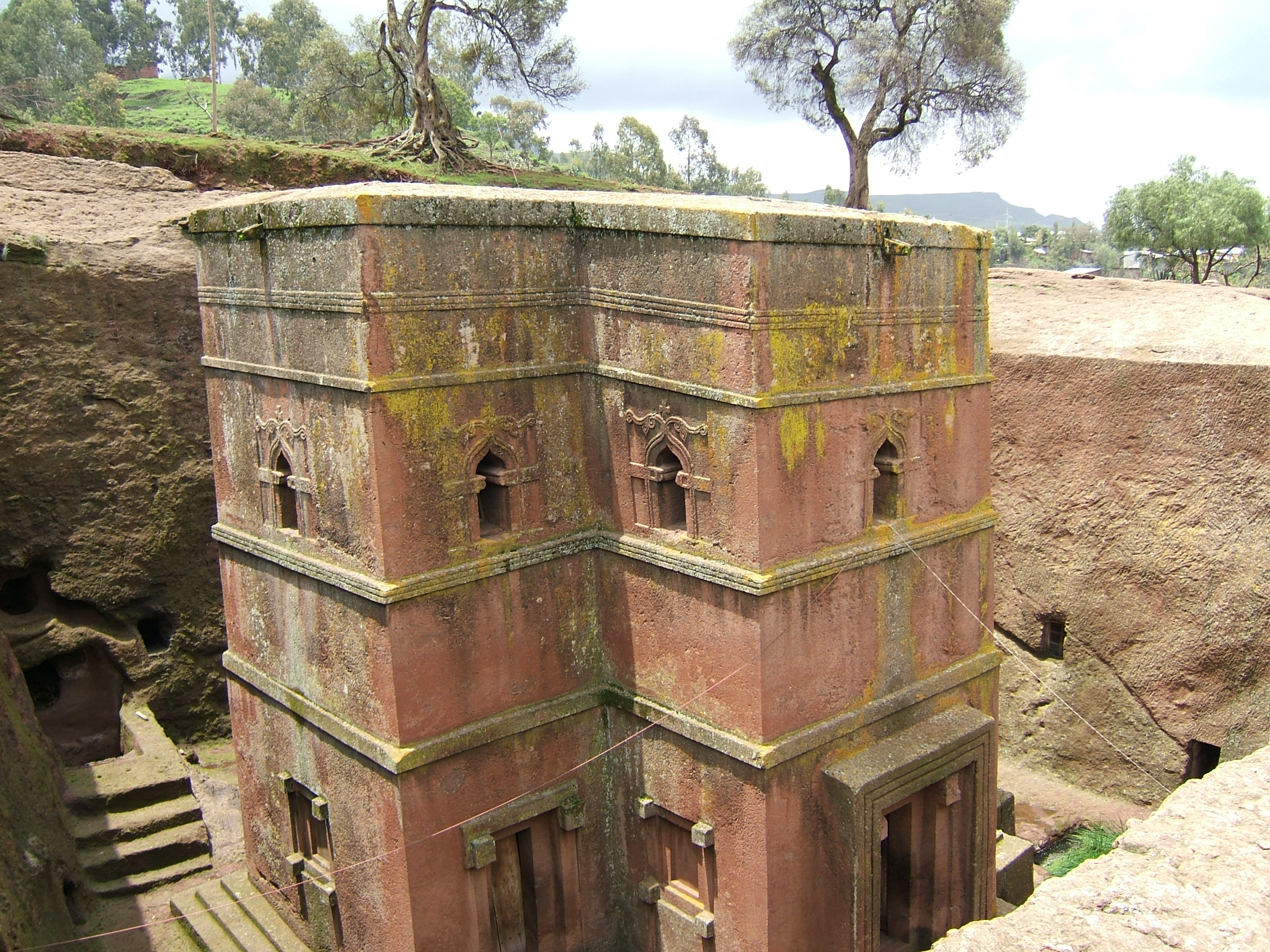
Iglesia tallada en la roca de Lalibela

A partir del siglo VIII el reino de Aksum queda aislado del mar Rojo, lo que representa un giro en la historia etíope. La ciudad de Massawa cayó en manos de los musulmanes, y el puerto de Adulis fue destruido. Durante dos siglos, el reino etíope se vio obligado a replegarse hacia el interior, hacia las mesetas meridionales de Amhara y del Shoá. Hubo, sin embargo, intentos de recuperar los territorios perdidos: Massawa fue reconquistada a principios del siglo X, y las islas de Dahlák y de Zeila, de población musulmana, se convirtieron en tributarias.
Hacia el año 1000, una princesa no cristiana (tal vez judía, o quizá animista), llamada Judith, Guedit o Esato, venció al último de los reyes de Aksum, aniquilando a toda la familia real (según la leyenda, se salvó el heredero, que luego restauraría la dinastía), y persiguió ferozmente a los cristianos. Judith y sus descendientes rigieron Etiopía hasta el año 1137, en que un agaw llamado Mara Takla Haymanot los derrocó, estableciendo la dinastía Zagüe.
La dinastía Zagüe reinó en Etiopía hasta el año 1270. Su capital era la ciudad de Roha (actual Lalibela), en Lasta. El monarca más importante fue Gebra Maskal Lalibela (c.1185-1225), conocido sobre todo porque durante su reinado se excavaron las iglesias rupestres de Lalibela en la capital del reino, que tomó desde entonces el nombre del monarca. Durante el reinado de Lalibela fueron enviadas dos embajadas a El Cairo, en 1200 y 1209.

### La restauración de la dinastía salomónica
El último rey Zagüe fue destronado por Yekuno Amlak, supuesto descendiente de los reyes de Aksum, quien restauró la llamada "dinastía salomónica". Dicha dinastía recibe este nombre porque se proclama heredera, a través de los reyes de Aksum, de Menelik I, hijo de Salomón y la reina de Saba. Posiblemente fue en esta época cuando se redactó el Kebra Nagast (Libro de la Gloria de los Reyes de Etiopía, c. 1300), texto que reúne diversas tradiciones y cuyo principal propósito es fundamentar la legitimidad y continuidad de la dinastía. De estos momentos data también el título de negus negusti, rey de reyes o emperador, que distingue al soberano de Etiopía. El título señalaba su preeminencia sobre otros reyes (negus), nominalmente sus tributarios. Todos los esfuerzos de los reyes de esta dinastía iban encaminados a lograr la unidad nacional basada en la religión cristiana y en su autoridad por derecho divino.
El reino etíope abarcaba en la época tres provincias principales: Tigré, en el norte, Amhara, en el centro, y Shoá en el sur. La sede del negus negusti se encontraba en la región central de Amhara. Los reyes más importantes de esta época fueron Amdé Tsion (la columna de Sion), quien reinó entre 1314 y 1344 y realizó varias conquistas en la costa del mar Rojo, llegando incluso a la península arábiga, y Zera Yaqob (1434-1468), celoso guardián de la ortodoxia religiosa, que persiguió con saña a los musulmanes y redactó el Mets'hafa berhan (Libro de la Luz).

## Edad Moderna

### Contactos con Portugal

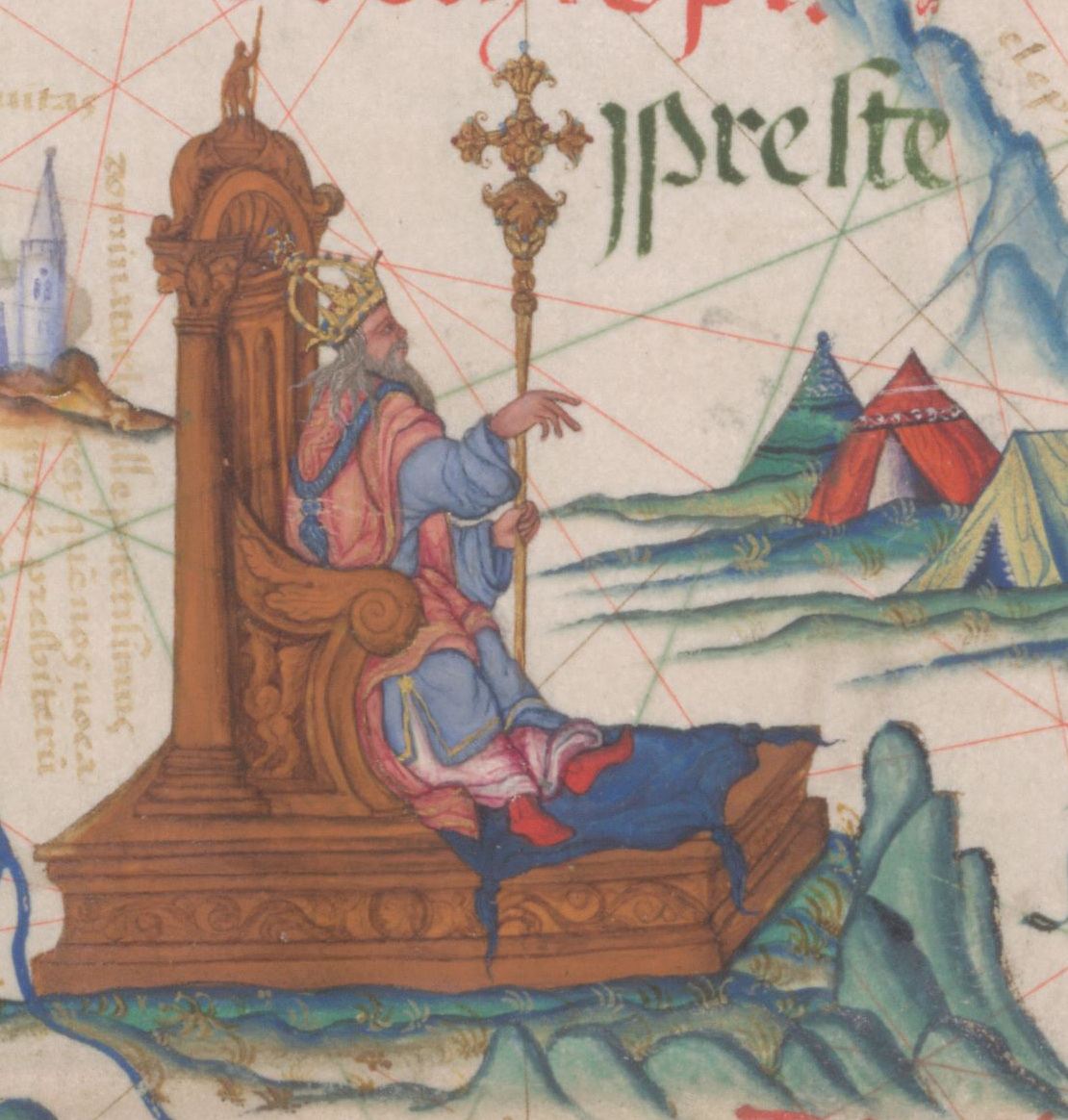
Imagen del Preste Juan según los exploradores portugueses.

A finales del siglo XV, Etiopía fue visitada por exploradores portugueses, como Pêro da Covilhã, quien llegó a la región en 1490, portador de una embajada del rey de Portugal. Covilhã creyó haber encontrado en Etiopía el reino del Preste Juan. A principios del siglo siguiente, el emperador etíope envió a la corte de Portugal a un emisario armenio, llamado Mateo, para solicitar la ayuda del monarca contra los musulmanes. Respondiendo a esta petición, en 1520 una flota portuguesa se adentró en el mar Rojo y llevó una embajada ante el negus Lebna Dengel, que permaneció en el país durante seis años. Uno de los embajadores fue el padre Francisco Alvares, autor de una de las primeras crónicas sobre Etiopía.
Entre 1528 y 1540 Etiopía fue invadida por un ejército musulmán, comandado por el famoso general Ahmad ibn Ibrihim al-Ghazi. El negus Lebna Dengel fue derrotado y se convirtió en un fugitivo, vagando de una ciudad a otra. Su nueva petición de ayuda a Portugal no fue desoída: en 1541 llegó a Etiopía, procedente de la India, una flota portuguesa, que transportaba una fuerza de 400 mosqueteros, bajo el mando de Cristóbal de Gama, hijo del famoso explorador Vasco da Gama. Al principio, las tropas portuguesas, apoyadas por abundantes contingentes etíopes, alcanzaron algunos éxitos, pero en agosto de 1542 fueron vencidos por al-Ghazi, en una batalla que se cobró además la vida del militar portugués. Sin embargo, al-Ghazi terminó por ser derrotado y muerto en la batalla de Wayna Daga, el 21 de febrero de 1543.
Con las expediciones portuguesas llegaron a Etiopía los misioneros jesuitas. Uno de ellos, Pedro Páez (1564-1622) llegó a ser un personaje importante en la corte del negus, y dirigió la construcción de varias iglesias y otros edificios, muchos de los cuales se conservan en la actualidad. La actividad misionera de Páez logró la conversión al catolicismo de numerosos etíopes e incluso el negus Susneyos llegó a abrazar la fe católica. Sin embargo, dicha conversión produjo numerosas sublevaciones populares, casi una guerra civil, que se saldó con numerosas bajas. Susneyos proclamó la libertad de elección entre el catolicismo y la fe copta, pero cuando accedió al trono Fasilides el Grande (1632-1667) decretó la expulsión de los jesuitas (1633) y comenzó una furiosa persecución del catolicismo.

### Período de Gondar (1630-1769)

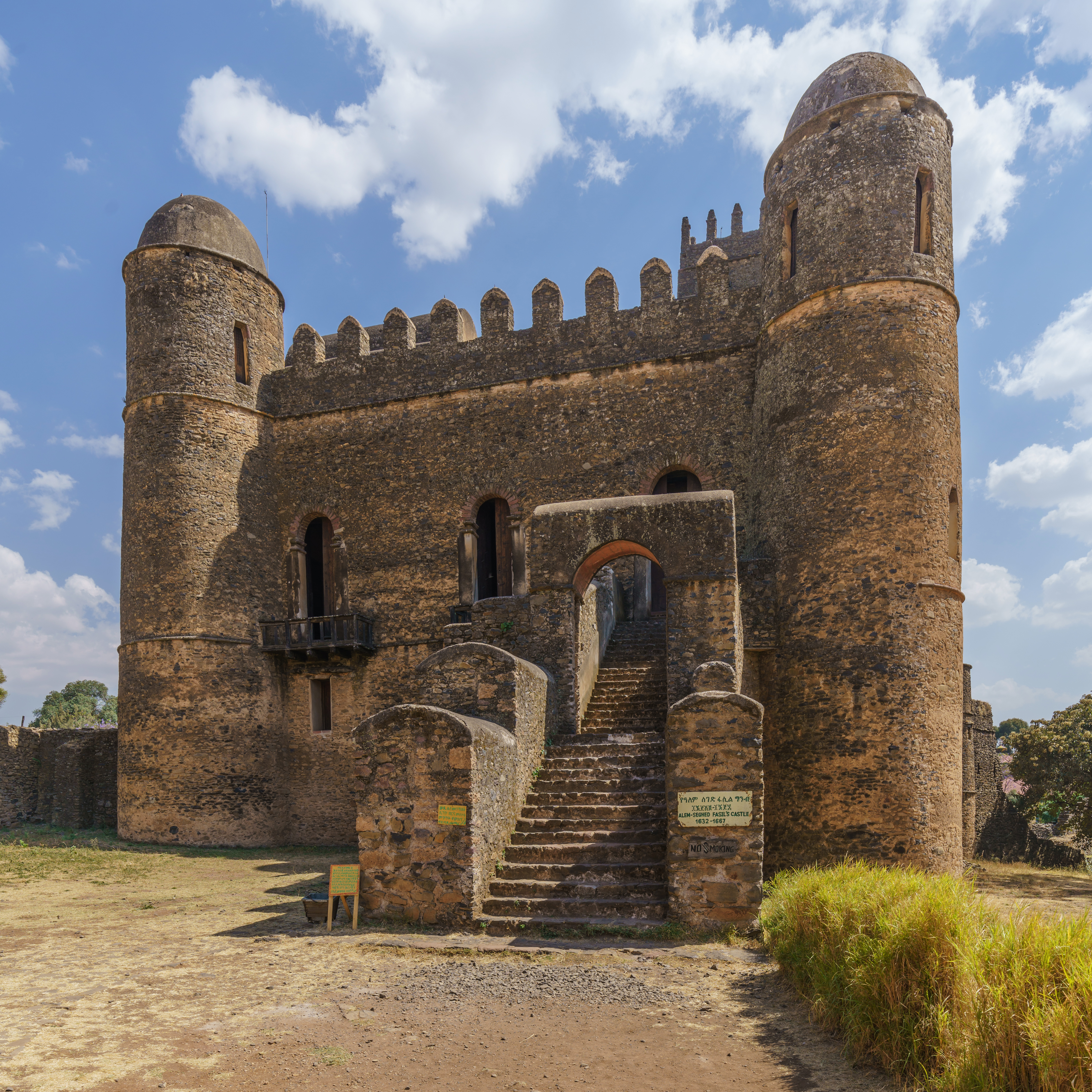
Castillo de Gondar

El emperador Fasilides el Grande (1632-67) trasladó a la ciudad de Gondar, al norte del lago Tana, la capitalidad del reino, por lo que se habla en la historia de Etiopía de un «período de Gondar», que duraría hasta el año 1769. Gondar es aún en la actualidad famosa por los castillos que en ella construyó Fasilides.
El período de Gondar se caracteriza por el aislamiento internacional de Etiopía, motivado por los incidentes que desembocaron en la expulsión de los jesuitas. 
Iyasu I el Grande (1682-1706) abandonó la política aislacionista de sus predecesores, recibiendo en 1698 al embajador francés Charles Jacques Poncet, representante de Luis XIV. Consolidó su autoridad sobre la Iglesia copta. Le sucedió su hijo y asesino Takla Haimanót, que sólo reinó dos años y murió a su vez asesinado. 
Tras el asesinato de Takla Haimanót llegó un período de caos, en el que el ejército intervino frecuentemente, entronizando y deponiendo gobernantes a su antojo. Tras el reinado de Iyasu II, apodado "el Pequeño" (1730-1755).

## Edad Contemporánea

### Era de los Príncipes (1769-1855)

Etiopía durante la Era de los Príncipes.

La Era de los Príncipes se inicia con la muerte de emperador Iyasus II en 1755, y el consiguiente debilitamiento de la dinastía salomónica. Se caracteriza por la existencia de conflictos religiosos entre las comunidades musulmanas y cristianas tradicionales, y entre los señores feudales y el gobierno imperial. En este periodo, el poder de la monarquía fue eclipsado por el poder de los caudillos locales o príncipes. La coronación de Lij Kassa como emperador en 1855, puso fin a la era de los príncipes.

### El Imperio (1855-1974)

#### Reinado de Menelik II

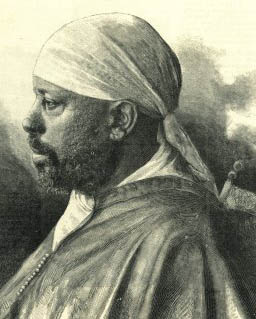
Menelik II

Menelik II modernizó el reino etíope: fundó la nueva capital, Adís Abeba, abolió la esclavitud, y proyectó instaurar la enseñanza obligatoria y un moderno código de derecho, aunque no pudo poner en práctica todas sus reformas.
Los europeos se habían apoderado de los principales puertos del mar Rojo: los italianos de Massawa, los británicos de Zeila y los franceses de Obók y luego de Dchibuti. Menelik firmó con los italianos el Tratado de Uchalli (1889). Sin embargo, en 1896, Menelik, ante los intentos italianos de privarle de la soberanía, denunció el tratado y venció al ejército italiano, comandado por el general Baratieri, en la batalla de Adua. 
Los italianos se vieron obligados a reconocer la soberanía etíope, pero juraron venganza (lo que hicieron en 1935 con Mussolini). 
En 1906, Menelik sufrió una semiparálisis. En 1909 designó como sucesor a su nieto Lij-Iyasu, aunque el poder efectivo pasó temporalmente a manos de la emperatriz Taitu Betul. Menelik II murió en 1913. 
Lij-Iyasu, su sucesor con el nombre de "Iyasu V", se convirtió abiertamente al islam, proclamándose descendiente de Mahoma, y no de Salomón, lo que causó la irritación de sus súbditos cristianos, que lo depusieron en 1916, con la aprobación de la Iglesia ortodoxa etíope. 
Los etíopes cristianos entonces entronizaron a la hija de Menelik, Zauditu, teniendo como regente y heredero al ras Tafari, el futuro Haile Selassie I.

#### Haile Selassie I

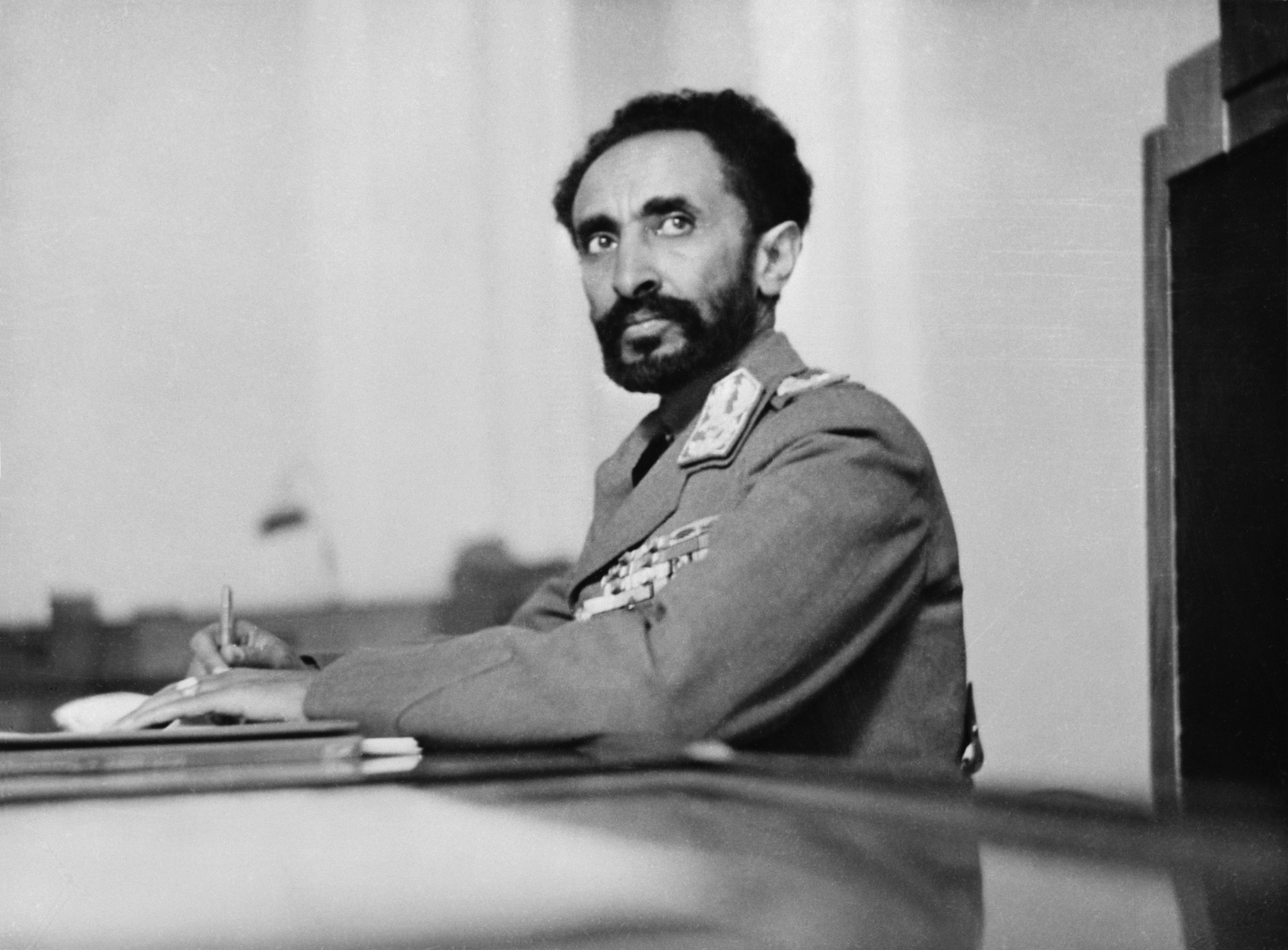
El emperador Haile Selassie en 1942.

En 1930, al morir la emperatriz, Ras Tafari Makonnen fue coronado emperador con el nombre de Haile Selassie. En 1931 otorgó una Constitución que establecía un régimen absolutista en el que el emperador recibía todo el poder por derecho divino, con un Consejo Privado y un Parlamento bicameral de carácter consultivo integrado por un Senado y una Cámara de Diputados. 
Tratando de evitar las reivindicaciones italianas, firmó acuerdos comerciales con Japón y Estados Unidos para buscarse su favor. Fue obligado a refugiarse en Inglaterra luego de su derrota por los italianos en 1936.
El movimiento rastafari cree en Selassie como en un Mesías Negro, Cristo venido en su papel de rey. Este movimiento se extendió principalmente en Jamaica desde los años treinta y luego en el mundo entero desde los años setenta, debido principalmente al éxito del jamaiquino Bob Marley, un cantante rastafari.

#### Ocupación italiana
En la noche del 2 al 3 de octubre de 1935, tropas de la Italia fascista procedentes de Eritrea invadieron Etiopía. La capital, Adís Abeba, fue tomada por los italianos el 5 de mayo de 1936. 

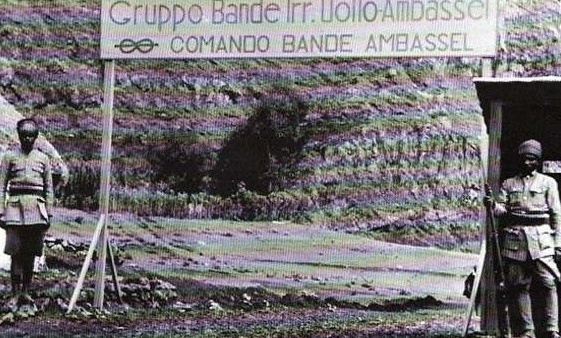
Tropas etíopes coloniales pertenecientes a los "Gruppi Irregolari" del ejército italiano.

Italia se anexionó formalmente Etiopía el 9 de mayo de 1936, creando su Imperio italiano bajo la forma de un estado satélite colonial llamado África Oriental Italiana, y llevando adelante una serie de reformas políticas y culturales (como la abolición de la esclavitud), fundaciones de poblados y la construcción de numerosas obras de infraestructura. 
Algunos etíopes se asociaron a los italianos a raíz del consiguiente desarrollo de Etiopía en los cinco años de dominio italiano: inclusive hubo unidades militares de etíopes en el ejército colonial italiano en 1940.
El emperador tuvo que exiliarse en Gran Bretaña y la Sociedad de Naciones no resolvió el conflicto en favor de los intereses etíopes a pesar de las reclamaciones de Francia y el Reino Unido. 
Cinco años después, en 1941, en el contexto de la Segunda Guerra Mundial, los italianos fueron derrotados por los británicos, siendo expulsados de Etiopía, Eritrea y Somalía. Haile Selassie recuperó su trono, anexándose el territorio de Eritrea.

#### Periodo de posguerra
En 1955 se estableció un modelo constitucional más moderno, reconociendo el sufragio universal, aunque de facto continuó el sistema absolutista. La unión federal a Eritrea en 1952 y su posterior anexión en 1962 favorecieron el movimiento de resistencia e independentismo. Los problemas durante este tiempo no sólo provenían del interior. Alemania, Francia, Gran Bretaña desde Europa, Estados Unidos y la Unión Soviética en sus respectivas posiciones durante la guerra fría y los vecinos Sudán y Somalia mantendrían un pulso en política internacional sobre el territorio etíope. Esto obligaba al emperador a tratar de mantenerse equidistante de ambas potencias.
La definitiva crisis social se produjo tras la sequía de la primera mitad de la década de 1970, cuando cerca de 450 000 personas murieron de hambre y sed en el país. Las protestas fueron generalizadas: sindicatos, estudiantes, grupos de oposición y parte del ejército se mostraron abiertamente hostiles a un régimen casi feudal que no podía responder a las necesidades de la nueva sociedad, siendo depuesto el emperador en septiembre de 1974.

### Período socialista (1974-1991)

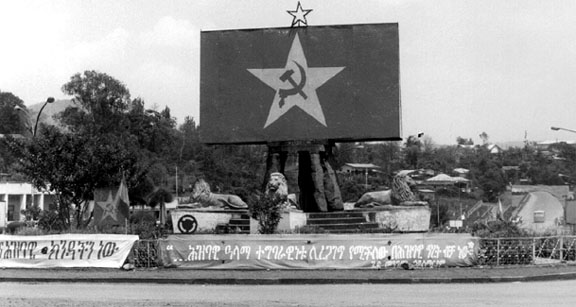
Monumento a las virtudes del comunismo.

Al año siguiente, el general Tafari Benti, presidente del gobierno militar provisional, abolió definitivamente la monarquía y proclamó una república popular. Se realizaron radicales reformas para establecer un sistema socialista: nacionalización de la banca y de numerosas empresas, reforma agraria, campañas de alfabetización, etc. Al mismo tiempo se vivía una situación de práctica guerra civil entre el poder central y varios grupos insurgentes, especialmente independentistas eritreos. En febrero de 1977, se hizo con el poder el teniente coronel Mengistu Haile Mariam.
Mengistu alineó definitivamente a Etiopía en el bloque comunista, rompiendo relaciones con Estados Unidos y firmando tratados de asistencia con la URSS y con Cuba. En 1978 la Somalia de Mohamed Siad Barre invade Etiopía. Cuba envía un contingente militar internacionalista que tras un gran esfuerzo logra, de forma conjunta con las fuerzas etíopes derrotar la invasión. Uno de los soldados cubanos capturados por los somalíes, se convierte, no obstante, en uno de los prisioneros de guerra más antiguos del mundo. El entonces joven teniente Orlando Cardoso Villavicencio solo saldría de su prisión y regresaría a su patria en 1988.
En los 10 años que van desde 1975 a 1985 la matrícula primaria aumentó de unos 957 300 a cerca de 2 450 000. Si bien, aun se observaban variaciones entre las regiones en el número de estudiantes matriculados y existía una disparidad en la matrícula de niños y niñas. Sin embargo, mientras la inscripción de los niños se había duplicado, el de las niñas se había más que triplicado en dicho período.
Mengistu realizó sucesivas reformas para lograr mantenerse en el poder y sobrevivió en 1989 a una intentona de golpe de Estado. Sin embargo, en 1990, ante la caída del bloque socialista en Europa, se vio obligado a anunciar el final del régimen de partido único y la adopción de una economía de libre mercado. Estas reformas no impidieron que al año siguiente Mengistu fuera derrocado y obligado a exiliarse en Zimbabue, mientras dos organizaciones armadas se hacían con el poder: el FPLE (Frente Popular de Liberación de Eritrea), que gobernaría de facto Eritrea hasta su independencia, en 1993, y el FDRPE (Frente Democrático Revolucionario del Pueblo Etíope), que tomó el poder en el resto del país.

### Dominio del Frente Popular de Liberación de Tigray (1991-2018)
Tras el derrocamiento de Mengistu Haile Mariam, líder de la Junta Militar que controló el país de 1974 a 1987, en julio de 1991, el EPRDF, el Oromo Liberation Front (OLF) y otros, establecieron el Gobierno de Transición de Etiopía (TGE), que estaba compuesto por un Consejo de Representantes de 87 miembros y guiado por una carta nacional que funcionaba como una constitución de transición. El máximo dirigente del FDRPE, Meles Zenawi, fue proclamado jefe del estado. Durante este mismo año, Eritrea se separó de Etiopía tras la caída del Derg en 1991, tras una larga guerra independentista. Con el colapso de la Unión Soviética y con el surgimiento del islamismo radical, Etiopía volvió a recurrir a las potencias occidentales en busca de alianza y asistencia. 
En junio de 1992, el OLF se retiró del gobierno; en marzo de 1993, miembros de la Coalición Democrática de los Pueblos del Sur de Etiopía también abandonaron el gobierno. 
En 1994, se redactó una nueva constitución que formó una legislatura bicameral y un sistema judicial. Una elección general en 1995 para elegir el Parlamento también eligió a Meles Zenawi como primer ministro y a Negasso Gidada como presidente. La segunda elección multipartidista de Etiopía se llevó a cabo en 2000 y Meles fue reelegido como primer ministro. En octubre de 2001, el teniente Girma Wolde-Giorgis fue elegido presidente. Entre 1998 y 2000 se produjo una guerra con Eritrea por una disputa fronteriza, que se cerró con un acuerdo favorable a Etiopía. 
Después de los ataques del 11 de septiembre de 2001, el ejército etíope comenzó a entrenarse con las fuerzas estadounidenses basadas en la Fuerza de Tarea Conjunta Combinada - Cuerno de África (CJTF-HOA) establecida en Yibuti, con el fin de luchar en contra del terrorismo y la insurgencia de grupos rebeldes. Etiopía permitió que Estados Unidos colocara asesores militares en Camp Hurso.
En las elecciones generales de 2005, las denuncias de irregularidades que dieron la victoria al Frente Democrático Revolucionario del Pueblo Etíope dieron lugar a protestas generalizadas en las que se acusa al gobierno de masacrar a civiles. 
En 2006, una organización islámica considerada por muchos como vinculada a al-Qaeda, la Unión de Tribunales Islámicos (ICU), se extendió rápidamente en Somalia. Etiopía envió apoyo logístico al Gobierno Federal de Transición que se opone a los islamistas. Finalmente, el 20 de diciembre de 2006, estallaron combates activos entre la UCI y el ejército etíope. Como las fuerzas islamistas no podían competir contra el ejército regular etíope, decidieron retirarse y fusionarse entre los civiles, y la mayor parte de Somalia controlada por la ICU fue rápidamente tomada. Human Rights Watch acusó a Etiopía de varios abusos, incluido el asesinato indiscriminado de civiles durante la Batalla de Mogadiscio (marzo-abril de 2007). Las fuerzas etíopes se retiraron de Somalia en enero de 2009, dejando una pequeña fuerza de la Unión Africana y una fuerza más pequeña del Gobierno de Transición de Somalia para mantener la paz. Inmediatamente surgieron informes de fuerzas fundamentalistas religiosas que ocuparon una de las dos antiguas bases etíopes en Mogadiscio poco después de la retirada.
El 21 de agosto de 2012 muere Meles Zenawi a los cincuenta y siete años abriéndose una nueva etapa en la historia del país, con Hailemariam Dessalegn sucediéndole como primer ministro del país.

### Historia reciente
En 2016 estallaron protestas en todo el país, muchas del grupo étnico más numeroso, los oromo, exigiendo el fin de los abusos contra los derechos humanos y la liberación de los presos políticos. Tras estas protestas, Etiopía declaró el estado de emergencia en octubre de 2016, que se levantó en agosto de 2017. El 16 de febrero de 2018, el gobierno declaró un estado de emergencia nacional de seis meses tras la dimisión del primer ministro Hailemariam Desalegn, quien dijo que quería despejar el camino de las reformas. El 2 de abril de 2018, Abiy Ahmed, oromo, fue nombrado primer ministro. Sahle-Work Zewde se convirtió en la cuarta presidenta de Etiopía, siendo la primera mujer en ocupar el cargo.
La violencia étnica aumentó con el malestar político. Hubo enfrentamientos entre los oromo, que constituyen el grupo étnico más grande del país, y la etnia somalí, lo que provocó el desplazamiento de hasta 400.000 personas en 2017. Los enfrentamientos entre los pueblos oromo y gedeo en el sur del país llevaron a Etiopía a tener la mayor cantidad de personas que huyeron de sus hogares en el mundo en 2018, con 1,4 millones de nuevos desplazados. En septiembre de 2018, en la protesta de las minorías que tuvo lugar en Oromo, cerca de la capital de Etiopía, Addis Abeba, murieron 23 personas. Algunos han culpado al primer ministro Abiy Ahmed por dar espacio a grupos anteriormente prohibidos por gobiernos anteriores liderados por Tigrayan, como el Frente de Liberación Oromo, Ginbot 7, FLNO y el Frente de Liberación de Sidama.
En septiembre de 2018, el primer ministro Abiy Ahmed Ali y el presidente de Eritrea, Isaías Afewerki, firmaron un histórico acuerdo de paz, que puso fin a 16 años de hostilidad entre los dos países (punto muerto “sin guerra, sin paz”). Como resultado del acuerdo, Abiy Ahmed recibió el Premio Nobel de la Paz 2019.
Fano es un grupo de jóvenes amhara en Etiopía, percibido como un grupo de protesta o una milicia armada. Las unidades de Fano están acusadas de participar en masacres étnicas, incluida la de 58 personas Qemant en Metemma durante el 10 y 11 de enero de 2019, y de acciones armadas en Humera en noviembre de 2020 durante el conflicto de Tigray.
Las relaciones entre el gobierno federal y el gobierno regional de Tigray se deterioraron después de las elecciones y el 4 de noviembre de 2020, Abiy inició una ofensiva militar en la región de Tigray en respuesta a los ataques contra las unidades del ejército estacionadas allí, lo que provocó que miles de refugiados huyeran a vecino Sudán. Según los medios locales, hasta 500 civiles pueden haber muerto en una masacre en la ciudad de Mai Kadra el 9 de noviembre de 2020. Debido a los conflictos entre la Milicia de TPLF y las fuerzas de seguridad etíopes en alianza con las fuerzas especiales regionales de Amhara, 25.000 refugiados huyeron de Tigray a Sudán.